# Euagra cerymica
Euagra cerymica är en fjärilsart som beskrevs av Druce 1893. Euagra cerymica ingår i släktet Euagra och familjen björnspinnare. Inga underarter finns listade i Catalogue of Life.